# Helicodontium pulvinatum
Helicodontium pulvinatum là một loài Rêu trong họ Myriniaceae. Loài này được (Wahlenb.) Lindb. mô tả khoa học đầu tiên năm 1879.